# الرقص على سلالم متحركة (مسلسل)
الرقص على سلالم متحركة مسلسل مصري عُرض سنة 2002، من إخراج مصطفى الشال وتأليف كرم النجار؛ أما دور البطولة فقد شارك فيه كل من ياسمين عبد العزيز، محمود عبد المغني وآخرون.

## ملخص المسلسل
تدور الأحداث حول أربع صديقات من طبقات اجتماعية مختلفة، أولهن جميلة والتي تشكو من غياب الأب بعد انفصال والديها، ودينا تعاني من بخل والدها، بينما تصر والدة نرمين على تزويجها من شخص ثري هي لا تحبه، أما ميريهان فتقع في العديد من الأزمات بسبب تدليل والدها لها، لذلك تحاول الفتيات الأربع التغلب على مشاكلهما بشتى الطرق.

## بطولة
- سناء جميل
- سلوى خطاب
- محمود قابيل
- ياسمين عبد العزيز
- محمود عبد المغني
- ريهام عبد الغفور
- مروة عبد المنعم
- شيماء عقيد
- حمدي شرف الدين
- خالد صالح